# Cerianthus valdiviae
Cerianthus valdiviae är en korallart som beskrevs av Oscar Henrik Carlgren 1912. Cerianthus valdiviae ingår i släktet Cerianthus och familjen Cerianthidae. Inga underarter finns listade i Catalogue of Life.